# سيمون أتكينز
سيمون أتكينز (بالإنجليزية: Simon Atkins)‏ هو لاعب كرة قدم أسترالية أسترالي، ولد في 23 ديسمبر 1968.

## وصلات خارجية
- سيمون أتكينز على موقع AustralianFootball.com (الإنجليزية)
- سيمون أتكينز على موقع AFLtables.com (الإنجليزية)